# Garotos da Orgia
A Garotos da Orgia  foi uma escola de samba do carnaval de Porto Alegre, Rio Grande do Sul.

## História
A Sociedade Cultural Beneficente Escola de Samba Garotos da Orgia  foi fundada em 9 de março de 1980. Suas cores eram o lilás e o branco. Por influência do Grupo Afro-Sul, determina em seu estatuto que a escola só apresentaria enredos que enaltecessem a cultura africana. Nesse período participou em 1988 e 1989 do grupo especial do carnaval de Porto Alegre. A escola fez seu último desfile em 1998, quando o Grupo Afro-Sul assume a direção da Escola de Samba e a transforma em Bloco Afro Odomodê.

## Carnavais
| Ano  | Colocação   | Grupo           | Enredo                                                                                    | Ref.  |
| ---- | ----------- | --------------- | ----------------------------------------------------------------------------------------- | ----- |
| 1982 | Campeã      | III             | A Serpente do Arco-Íris.                                                                  |       |
| 1983 |             | II              | A Música é Santa.                                                                         |       |
| 1984 | Campeã      | III             | Eu sou pecado.                                                                            |       |
| 1985 | Vice-campeã | II              | Maracatú festa para os reis negros.                                                       | [ 2 ] |
| 1986 | Vice-campeã | II              |                                                                                           |       |
| 1987 | Campeã      | II              | Preto Antão Ganza.                                                                        |       |
| 1988 | 7.º lugar   | I               | Tenda dos Milagres.                                                                       | [ 3 ] |
| 1989 | 7.º lugar   | I               | Propaganda é a alma do negócio.                                                           |       |
| 1990 | 4.º lugar   | 1B              | Negro Areal.                                                                              |       |
| 1991 | 3.º lugar   | 1B              | A Deusa Mocói e a Maldição do Clã Leão Dourado.                                           |       |
| 1992 | 6.º lugar   | 1B              | Do Reino de Oyo à Bahia de Todos os Santos - Água de Oxalá.                               |       |
| 1993 | 7.º lugar   | 1B              |                                                                                           |       |
| 1994 | 9.º lugar   | 1B              |                                                                                           |       |
| 1995 | 9.º lugar   | III             |                                                                                           |       |
| 1996 | Campeã      | Acesso          |                                                                                           |       |
| 1997 | 8.º lugar   | Intermediário B |                                                                                           |       |
| 1998 |             | Acesso          | Contou a história do valente Bakari Dian que derrotou o monstro Bilissi no reino de Ségu. | [ 4 ] |

## Títulos
- Grupo - II: 1987
- Grupo - III: 1982 e 1984
- Grupo de Acesso: 1996